# Gehyra butleri
Gehyra butleri är en ödleart som beskrevs av  George Albert Boulenger 1900. Gehyra butleri ingår i släktet Gehyra och familjen geckoödlor. IUCN kategoriserar arten globalt som otillräckligt studerad. Inga underarter finns listade i Catalogue of Life.